# Natação nos Jogos Olímpicos de Verão de 1932
A natação nos Jogos Olímpicos de Verão de 1932 foi realizado em Los Angeles, nos Estados Unidos, com onze eventos disputados, seis para homens e cinco para mulheres.

## Eventos da natação
Masculino: 100 metros livre | 400 metros livre | 1500 metros livre | 100 metros costas | 200 metros peito | 4x200 metros livre

Feminino: 100 metros livre | 400 metros livre | 100 metros costas | 200 metros peito | 4x100 metros livre

## Masculino

### 100 metros livre masculino
| Pos. | País                 | Atletas          | Tempo  |
| ---- | -------------------- | ---------------- | ------ |
|      | Japão (JPN)          | Yasuji Mioyazaki | 58.2 s |
|      | Japão (JPN)          | Tatsugo Kawaishi | 58.6 s |
|      | Estados Unidos (USA) | Albert Schwartz  | 58.8 s |

### 400 metros livre masculino
| Pos. | País                 | Atletas         | Tempo  |
| ---- | -------------------- | --------------- | ------ |
|      | Estados Unidos (USA) | Buster Crabbe   | 4:48.4 |
|      | França (FRA)         | Jean Taris      | 4:48.5 |
|      | Japão (JPN)          | Tsutomu Oyokota | 4:52.3 |

### 1500 metros livre masculino
| Pos. | País                 | Atletas        | Tempo   |
| ---- | -------------------- | -------------- | ------- |
|      | Japão (JPN)          | Kusuo Kitamura | 19:12.4 |
|      | Japão (JPN)          | Shozo Makino   | 19:14.1 |
|      | Estados Unidos (USA) | James Cristy   | 19:39.5 |

### 100 metros costas masculino
| Pos. | País        | Atletas         | Tempo  |
| ---- | ----------- | --------------- | ------ |
|      | Japão (JPN) | Masaji Kiyokawa | 1:08.6 |
|      | Japão (JPN) | Toshio Iriye    | 1:09.8 |
|      | Japão (JPN) | Kentaro Kawatsu | 1:10.0 |

### 200 metros peito masculino
| Pos. | País            | Atletas           | Tempo  |
| ---- | --------------- | ----------------- | ------ |
|      | Japão (JPN)     | Yoshiyuki Tsuruta | 2:45.4 |
|      | Japão (JPN)     | Reizo Koike       | 2:46.6 |
|      | Filipinas (PHI) | Teofilo Yldefonso | 2:47.1 |

### 4x200 metros livre masculino
| Pos. | País                 | Atletas                                                          | Tempo  |
| ---- | -------------------- | ---------------------------------------------------------------- | ------ |
|      | Japão (JPN)          | Hisakichi Toyoda Masanori Yusa Yasuji Mioyazaki Takashi Yokoyama | 8:58.4 |
|      | Estados Unidos (USA) | George Fissler Francis Booth Manuella Kalili Maiola Kalili       | 9:10.5 |
|      | Hungria (HUN)        | András Wanié András Székely István Bárány László Szabados        | 9:31.4 |

## Feminino

### 100 metros livre feminino
| Pos. | País                 | Atletas         | Tempo  |
| ---- | -------------------- | --------------- | ------ |
|      | Estados Unidos (USA) | Helene Madison  | 1:06.8 |
|      | Países Baixos (NED)  | Willy den Ouden | 1:07.8 |
|      | Estados Unidos (USA) | Eleanor Saville | 1:09.3 |

### 400 metros livre feminino
| Pos. | País                 | Atletas              | Tempo  |
| ---- | -------------------- | -------------------- | ------ |
|      | Estados Unidos (USA) | Helene Madison       | 5:28.5 |
|      | Estados Unidos (USA) | Lenore Kight-Wingard | 5:28.6 |
|      | África do Sul (RSA)  | Jenny Maakal         | 5:47.3 |

### 100 metros costas feminino
| Pos. | País                 | Atletas          | Tempo  |
| ---- | -------------------- | ---------------- | ------ |
|      | Estados Unidos (USA) | Eleanor Holm     | 1:19.4 |
|      | Austrália (AUS)      | Bonnie Mealing   | 1:21.3 |
|      | Grã-Bretanha (GBR)   | Elizabeth Davies | 1:22.5 |

### 200 metros peito feminino
| Pos. | País            | Atletas        | Tempo  |
| ---- | --------------- | -------------- | ------ |
|      | Austrália (AUS) | Clare Dennis   | 3:06.3 |
|      | Japão (JPN)     | Hideko Maehata | 3:06.4 |
|      | Dinamarca (DEN) | Else Jacobsen  | 3:07.1 |

### 4x100 metros livre feminino
| Pos. | País                 | Atletas                                                    | Tempo  |
| ---- | -------------------- | ---------------------------------------------------------- | ------ |
|      | Estados Unidos (USA) | Helen Johns Eleanor Saville Josephine McKim Helene Madison | 4:38.0 |
|      | Países Baixos (NED)  | Willy den Ouden Puck Oversloot Corrie Laddé Maria Vierda   | 4:47.5 |
|      | Grã-Bretanha (GBR)   | Margaret Cooper Elizabeth Davies Edna Hughes Helen Varcoe  | 4:52.4 |

## Quadro de medalhas da natação
| Ordem | País               | Medalha de ouro | Medalha de prata | Medalha de bronze | Total |
| ----- | ------------------ | --------------- | ---------------- | ----------------- | ----- |
| 1     | JPN Japão          | 5               | 5                | 2                 | 12    |
| 2     | USA Estados Unidos | 5               | 2                | 3                 | 10    |
| 3     | AUS Austrália      | 1               | 1                | 0                 | 2     |
| 4     | NED Países Baixos  | 0               | 2                | 0                 | 2     |
| 5     | FRA França         | 0               | 1                | 0                 | 1     |
| 6     | GBR Grã-Bretanha   | 0               | 0                | 2                 | 2     |
| 7     | RSA África do Sul  | 0               | 0                | 1                 | 1     |
| 7     | DEN Dinamarca      | 0               | 0                | 1                 | 1     |
| 7     | PHI Filipinas      | 0               | 0                | 1                 | 1     |
| 7     | HUN Hungria        | 0               | 0                | 1                 | 1     |